# Laurel Lake (New Jersey)
 (août 2025).
Laurel Lake est une census-designated place située dans le comté de Cumberland, dans l’État du New Jersey, aux États-Unis. Lors du recensement de 2020, elle compte 2 861 habitants.